# Fredy Guarín
Fredy Alejandro Guarín Vásquez (Puerto Boyacá, 30 giugno 1986) è un ex calciatore colombiano, di ruolo centrocampista.

## Caratteristiche tecniche
Giocatore forte fisicamente, quando giocava era dotato di buone qualità tecniche, possedeva inoltre un ottimo tiro potente dalla distanza. Grintoso e combattivo, può ricoprire più ruoli in mezzo al campo, come il trequartista o la mezz'ala.

## Carriera

### Club

#### Inizi, Porto

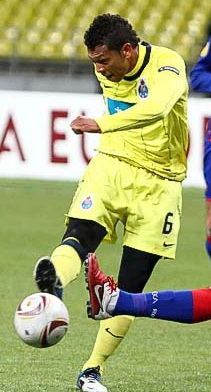
Guarín in azione con la maglia del Porto nel 2011.

Dopo gli esordi in patria, prima nell'Atlético Huila e successivamente nell'Envigado, viene ceduto in prestito prima nel 2005 agli argentini del Boca Juniors e poi nel 2006 ai francesi del Saint-Étienne, i quali la stagione successiva lo riscattano. Rimane in Ligue 1 per 2 anni prima di essere ceduto al Porto, nella Primeira Liga portoghese.
Nella stagione 2010-2011, l'ultima disputata con la squadra portoghese, vince l'Europa League e la Primeira Liga. La cessione di Raul Meireles al Liverpool permette all'allenatore André Villas-Boas di utilizzare Guarin con più continuità, soprattutto nella seconda metà di stagione e nelle fasi finali dell'Europa League. Il colombiano realizza 5 reti in campionato e 4 in Europa League, nella cui finale contro il Braga fornisce l'assist per il gol decisivo di Radamel Falcao. In 3 anni e mezzo con la maglia dei Dragões ha giocato in totale 116 partite e segnato 21 gol.

#### Inter

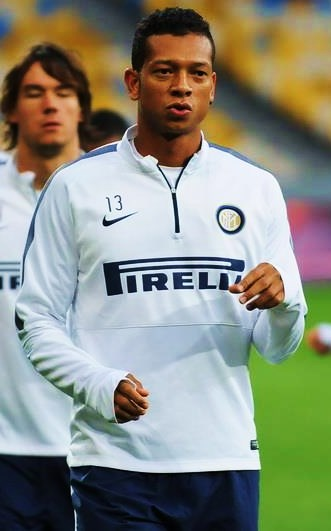
Guarín durante un allenamento con la maglia dell' nel 2014.

Il 31 gennaio 2012 si trasferisce in prestito all'Inter per 1,5 milioni di euro. L'accordo prevede la possibilità di acquistarlo a titolo definitivo per 11,5 milioni (il riscatto avverrà poi a fine stagione). Le visite mediche evidenziano però una lesione al polpaccio destro non perfettamente guarita dovuta a un infortunio rimediato con la Nazionale a novembre e alla ricaduta del mese successivo. Il 1º aprile, dopo lo stop dovuto all'infortunio al quadricipite femorale, esordisce in Serie A contro il Genoa subentrando a Dejan Stanković al 60º. Nel corso della partita, vinta 5-4 dall'Inter, si procura il rigore che viene trasformato per il 5-3.
Il 30 agosto 2012 realizza la sua prima rete in nerazzurro nell'incontro dei play-off di Europa League contro il Vaslui, terminato 2-2. Il 31 ottobre segna il primo gol in Serie A nella vittoria per 3-2 contro la Sampdoria. Il 21 febbraio 2013 segna la sua prima doppietta con la maglia dell'Inter nello 0-3 contro il Cluj in Europa League.
Nel settembre del 2014 indossa per la prima volta la fascia da capitano dell'Inter nella sfida contro il Dnipro di Europa League indossandola poi anche in altre partite di campionato date le assenze di Ranocchia e Nagatomo. Nel febbraio del 2015 segna la sua prima doppietta in Serie A nella vittoria per 1-4 contro l'Atalanta procurandosi peraltro il rigore dello 0-1 e servendo l'assist per il gol di Rodrigo Palacio. Il 10 maggio subisce una lesione di primo grado della giunzione mio-tendinea del retto femorale nel corso della sfida vinta 1-2 contro la Lazio, terminando così in anticipo la propria stagione.
Nella stagione 2015-2016, la sua ultima all'Inter, è vice-capitano di Icardi sostituendolo già alla seconda giornata in Carpi-Inter 1-2. Il 13 settembre realizza la sua prima rete nel derby di Milano, decidendo la stracittadina in favore dei nerazzurri.
Totalizza complessivamente, in quattro anni con la maglia dell'Inter, 141 presenze e 23 gol in tutte le competizioni.

#### Shangai Shenhua e Vasco da Gama
Il 27 gennaio 2016 la società cinese Shanghai Shenhua ufficializza sul proprio sito la firma del giocatore, che è stato pagato 12 milioni di euro.
In tre anni e mezzo con il club cinese, mette insieme 100 presenze, segnando 28 reti tra campionato, Coppa della Cina (vincendola nel 2017), AFC Champions League e Supercoppa di Cina. Il 17 luglio 2019 rescinde il proprio contratto in anticipo di cinque mesi.
Il 27 settembre dello stesso anno firma per i brasiliani del Vasco da Gama. Mette insieme 15 presenze e 3 gol in tutto e nel settembre del 2020 rescinde il contratto con il club per alcune divergenze rimanendo svincolato.

#### Millonarios
Il 30 dicembre 2020 viene ingaggiato dal Millonarios, club di Bogotà, tornando così nel campionato colombiano a 15 anni di distanza dall'ultima esperienza trascorsa tra le file dell'Envigado. Il 10 luglio 2021, dopo 7 presenze ed una sola rete, annuncia la rescissione con il club, ritirandosi dal calcio giocato, dopo uno scandalo di violenza domestica.

### Nazionale

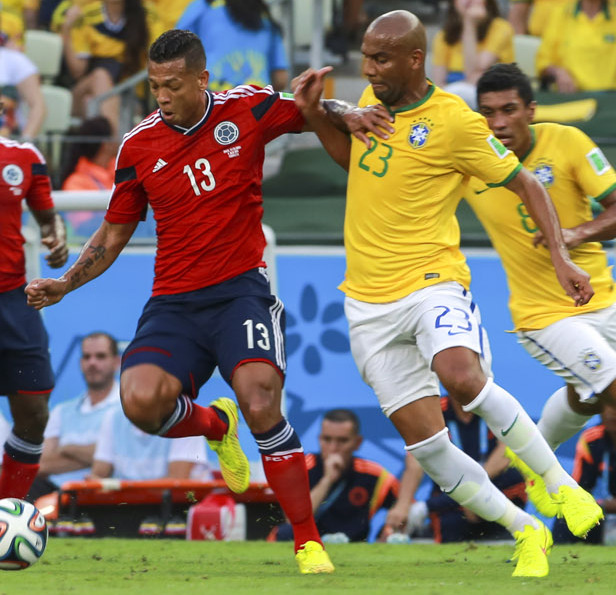
Guarín (a sinistra) con la nazionale colombiana in un contrasto di gioco con Maicon ai Mondiali 2014.

Ha fatto parte dell'Under-20 colombiana ed è stato convocato per la Gold Cup 2005, senza mai scendere in campo. Il 24 maggio 2006 esordisce con la nazionale maggiore di cui è stato, per molti anni, uno dei pilastri insieme ai connazionali Radamel Falcao e James Rodríguez. Il 26 marzo 2011 ha segnato la sua prima rete con la maglia dei Los Cafeteros nell'amichevole vinta per 2-0 contro l'Ecuador. Successivamente ha preso parte alla Copa América, tenutasi in Argentina, in cui la Colombia è stata eliminata ai quarti dal Perù.
Disputa diverse partite delle qualificazioni per il campionato del mondo 2014; la Colombia accede agevolmente alla fase finale della manifestazione, giungendo seconda nel girone sudamericano dopo il pareggio (3-3) contro il Cile. Ai mondiali in Brasile il CT Pekerman lo tiene in panchina nei primi due incontri e lo fa esordire nella gara vinta 4-1 contro il Giappone. Entra, a risultato acquisito, nella vittoriosa partita contro l'Uruguay che consente per la prima volta alla Colombia di qualificarsi per i quarti di finale di un mondiale. Disputa l'intero incontro successivo in cui la squadra, perdendo 2-1 contro i padroni di casa del Brasile, viene eliminata

## Controversie
Il 1º aprile 2021 il colombiano viene arrestato in seguito a una rissa in famiglia. Pare che fosse sotto effetto di droghe e alcool. Il calciatore, durante gli scontri con le forze dell'ordine, ha anche ferito un poliziotto.
Nel corso di un’intervista del 2024 racconterà di aver iniziato un trattamento riabilitativo, di aver iniziato ad avere seri problemi con l’alcool quando giocava all’Inter, di aver avuto problemi psicologici durante il periodo della pandemia di Covid-19 e di aver tentato il suicidio.

## Statistiche

### Presenze e reti nei club
Statistiche aggiornate al 6 luglio 2019.
| Stagione                | Squadra                 | Campionato              | Campionato | Campionato | Coppe nazionali | Coppe nazionali | Coppe nazionali | Coppe continentali | Coppe continentali | Coppe continentali | altre coppe | altre coppe | altre coppe | totale | totale | totale |
| Stagione                | Squadra                 | Comp                    | Pres       | Reti       | Comp            | Pres            | Reti            | Comp               | Pres               | Reti               | Comp        | Pres        | Reti        | Pres   | Gol    |        |
| ----------------------- | ----------------------- | ----------------------- | ---------- | ---------- | --------------- | --------------- | --------------- | ------------------ | ------------------ | ------------------ | ----------- | ----------- | ----------- | ------ | ------ | ------ |
| 2002                    | Atlético Huila          | PD                      | 41         | 11         | CC              | 8               | 1               | -                  | -                  | -                  | -           | -           | -           | 49     | 12     |        |
| 2003                    | Envigado                | PD                      | 5          | 0          | CC              | 0               | 0               | -                  | -                  | -                  | -           | -           | -           | 5      | 0      |        |
| 2004                    | Envigado                | PD                      | 23         | 3          | CC              | 5               | 0               | -                  | -                  | -                  | -           | -           | -           | 28     | 3      |        |
| feb.-lug. 2005          | Envigado                | PD                      | 10         | 1          | CC              | 0               | 0               | -                  | -                  | -                  | -           | -           | -           | 10     | 1      |        |
| Totale Envigado         | Totale Envigado         | Totale Envigado         | 38         | 4          |                 | 5               | 0               |                    | -                  | -                  |             | -           | -           | 43     | 4      |        |
| 2005-2006               | Boca Juniors            | PD                      | 2          | 0          | -               | -               | -               | -                  | -                  | -                  | -           | -           | -           | 2      | 0      |        |
| 2006-2007               | Saint-Étienne           | L1                      | 18         | 1          | CF+CdL          | 1+2             | 0               | -                  | -                  | -                  | -           | -           | -           | 21     | 1      |        |
| 2007-2008               | Saint-Étienne           | L1                      | 18         | 0          | CF+CdL          | 1+1             | 0               | -                  | -                  | -                  | -           | -           | -           | 20     | 0      |        |
| Totale Saint-Étienne    | Totale Saint-Étienne    | Totale Saint-Étienne    | 36         | 1          |                 | 5               | 0               |                    | -                  | -                  |             | -           | -           | 41     | 1      |        |
| 2008-2009               | Porto                   | PL                      | 15         | 1          | CP+CdL          | 4+3             | 2+0             | UCL                | 3                  | 0                  | SP          | 1           | 0           | 26     | 3      |        |
| 2009-2010               | Porto                   | PL                      | 19         | 4          | CP+CdL          | 4+4             | 3+0             | UCL                | 7                  | 0                  | SP          | 1           | 0           | 35     | 7      |        |
| 2010-2011               | Porto                   | PL                      | 22         | 5          | CP+CdL          | 6+2             | 0               | UEL                | 14                 | 5                  | -           | -           | -           | 44     | 10     |        |
| 2011-gen. 2012          | Porto                   | PL                      | 7          | 1          | CP+CdL          | 0               | 0               | UCL                | 2                  | 0                  | SP+SU       | 1+1         | 0           | 11     | 1      |        |
| Totale Porto            | Totale Porto            | Totale Porto            | 63         | 11         |                 | 23              | 5               |                    | 26                 | 5                  |             | 4           | 0           | 116    | 21     |        |
| gen.-giu. 2012          | Inter                   | A                       | 6          | 0          | CI              | 0               | 0               | UCL                | -                  | -                  | SI          | -           | -           | 6      | 0      |        |
| 2012-2013               | Inter                   | A                       | 32         | 4          | CI              | 3               | 2               | UEL                | 12                 | 4                  | -           | -           | -           | 47     | 10     |        |
| 2013-2014               | Inter                   | A                       | 32         | 4          | CI              | 3               | 0               | -                  | -                  | -                  | -           | -           | -           | 35     | 4      |        |
| 2014-2015               | Inter                   | A                       | 28         | 6          | CI              | 1               | 0               | UEL                | 8                  | 1                  | -           | -           | -           | 37     | 7      |        |
| 2015-gen. 2016          | Inter                   | A                       | 16         | 1          | CI              | 0               | 0               | -                  | -                  | -                  | -           | -           | -           | 16     | 1      |        |
| Totale Inter            | Totale Inter            | Totale Inter            | 114        | 15         |                 | 7               | 2               |                    | 20                 | 5                  |             | -           | -           | 141    | 22     |        |
| 2016                    | Shanghai Shenhua        | CSL                     | 26         | 4          | CC              | 4               | 1               | -                  | -                  | -                  | -           | -           | -           | 30     | 5      |        |
| 2017                    | Shanghai Shenhua        | CSL                     | 18         | 10         | CC              | 5               | 2               | ACL                | 0                  | 0                  | -           | -           | -           | 23     | 12     |        |
| 2018                    | Shanghai Shenhua        | CSL                     | 25         | 7          | CC              | 0               | 0               | ACL                | 5                  | 1                  | SC          | 1           | 1           | 31     | 9      |        |
| mar.-lug. 2019          | Shanghai Shenhua        | CSL                     | 14         | 2          | CC              | 2               | 0               | -                  | -                  | -                  | -           | -           | -           | 16     | 2      |        |
| Totale Shanghai Shenhua | Totale Shanghai Shenhua | Totale Shanghai Shenhua | 83         | 23         |                 | 11              | 3               |                    | 5                  | 1                  |             | 1           | 1           | 100    | 28     |        |
| set.-dic. 2019          | Vasco da Gama           | A+A1/RJ                 | 12+0       | 3+0        | CB              | 0               | 0               | CL                 | 0                  | 0                  | -           | -           | -           | 12     | 3      |        |
| gen.-set. 2020          | Vasco da Gama           | A+A1/RJ                 | 0+1        | 0+0        | CB              | 1               | 0               | CS                 | -                  | -                  | -           | -           | -           | 2      | 0      |        |
| Totale Vasco da Gama    | Totale Vasco da Gama    | Totale Vasco da Gama    | 12+1       | 3+0        |                 | 1               | 0               |                    | -                  | -                  |             | -           | -           | 14     | 3      |        |
| 2021                    | Millonarios             | A                       | 7          | 1          | CC              | -               | -               | -                  | -                  | -                  | -           | -           | -           | 7      | 1      |        |
| Totale carriera         | Totale carriera         | Totale carriera         | 394        | 69         |                 | 60              | 11              |                    | 51                 | 11                 |             | 5           | 1           | 510    | 92     |        |

### Cronologia presenze e reti in nazionale
| Cronologia completa delle presenze e delle reti in nazionale ― Colombia | Cronologia completa delle presenze e delle reti in nazionale ― Colombia | Cronologia completa delle presenze e delle reti in nazionale ― Colombia | Cronologia completa delle presenze e delle reti in nazionale ― Colombia | Cronologia completa delle presenze e delle reti in nazionale ― Colombia | Cronologia completa delle presenze e delle reti in nazionale ― Colombia | Cronologia completa delle presenze e delle reti in nazionale ― Colombia | Cronologia completa delle presenze e delle reti in nazionale ― Colombia |
| Data                                                                    | Città                                                                   | In casa                                                                 | Risultato                                                               | Ospiti                                                                  | Competizione                                                            | Reti                                                                    | Note                                                                    |
| ----------------------------------------------------------------------- | ----------------------------------------------------------------------- | ----------------------------------------------------------------------- | ----------------------------------------------------------------------- | ----------------------------------------------------------------------- | ----------------------------------------------------------------------- | ----------------------------------------------------------------------- | ----------------------------------------------------------------------- |
| 24-5-2006                                                               | East Rutherford                                                         | Colombia                                                                | 1 – 1                                                                   | Ecuador                                                                 | Amichevole                                                              | -                                                                       | 87’                                                                     |
| 27-5-2006                                                               | Chicago                                                                 | Colombia                                                                | 0 – 0                                                                   | Romania                                                                 | Amichevole                                                              | -                                                                       | 66’                                                                     |
| 30-5-2006                                                               | Varsavia                                                                | Polonia                                                                 | 1 – 2                                                                   | Colombia                                                                | Amichevole                                                              | -                                                                       | 77’                                                                     |
| 2-6-2006                                                                | Mönchengladbach                                                         | Germania                                                                | 3 – 0                                                                   | Colombia                                                                | Amichevole                                                              | -                                                                       | 77’                                                                     |
| 4-6-2006                                                                | Barcellona                                                              | Marocco                                                                 | 0 – 2                                                                   | Colombia                                                                | Amichevole                                                              | -                                                                       | 77’                                                                     |
| 8-9-2007                                                                | Lima                                                                    | Perù                                                                    | 2 – 2                                                                   | Colombia                                                                | Amichevole                                                              | -                                                                       | 89’                                                                     |
| 6-2-2008                                                                | Montevideo                                                              | Uruguay                                                                 | 2 – 2                                                                   | Colombia                                                                | Amichevole                                                              | -                                                                       | 40’                                                                     |
| 29-5-2008                                                               | Londra                                                                  | Irlanda                                                                 | 1 – 0                                                                   | Colombia                                                                | Amichevole                                                              | -                                                                       |                                                                         |
| 3-6-2008                                                                | Saint-Denis                                                             | Francia                                                                 | 1 – 0                                                                   | Colombia                                                                | Amichevole                                                              | -                                                                       | 80’                                                                     |
| 14-6-2008                                                               | Lima                                                                    | Perù                                                                    | 1 – 1                                                                   | Colombia                                                                | Qual. Mondiali 2010                                                     | -                                                                       |                                                                         |
| 18-6-2008                                                               | Quito                                                                   | Ecuador                                                                 | 0 – 0                                                                   | Colombia                                                                | Qual. Mondiali 2010                                                     | -                                                                       | 76’                                                                     |
| 20-8-2008                                                               | East Rutherford                                                         | Colombia                                                                | 0 – 1                                                                   | Ecuador                                                                 | Amichevole                                                              | -                                                                       | 68’                                                                     |
| 6-9-2008                                                                | Bogotà                                                                  | Colombia                                                                | 0 – 1                                                                   | Uruguay                                                                 | Qual. Mondiali 2010                                                     | -                                                                       |                                                                         |
| 11-10-2008                                                              | Bogotà                                                                  | Colombia                                                                | 0 – 1                                                                   | Paraguay                                                                | Qual. Mondiali 2010                                                     | -                                                                       | 73’                                                                     |
| 15-10-2008                                                              | Rio de Janeiro                                                          | Brasile                                                                 | 0 – 0                                                                   | Colombia                                                                | Qual. Mondiali 2010                                                     | -                                                                       |                                                                         |
| 19-11-2008                                                              | Bogotà                                                                  | Colombia                                                                | 1 – 0                                                                   | Nigeria                                                                 | Amichevole                                                              | -                                                                       | 35’                                                                     |
| 11-2-2009                                                               | Pereira                                                                 | Colombia                                                                | 2 – 0                                                                   | Haiti                                                                   | Amichevole                                                              | -                                                                       | 55’                                                                     |
| 6-6-2009                                                                | Buenos Aires                                                            | Argentina                                                               | 1 – 0                                                                   | Colombia                                                                | Qual. Mondiali 2010                                                     | -                                                                       |                                                                         |
| 10-6-2009                                                               | Medellín                                                                | Colombia                                                                | 1 – 0                                                                   | Perù                                                                    | Qual. Mondiali 2010                                                     | -                                                                       |                                                                         |
| 12-8-2009                                                               | New Jersey                                                              | Colombia                                                                | 1 – 2                                                                   | Venezuela                                                               | Amichevole                                                              | -                                                                       |                                                                         |
| 5-9-2009                                                                | Medellín                                                                | Colombia                                                                | 2 – 0                                                                   | Ecuador                                                                 | Qual. Mondiali 2010                                                     | -                                                                       |                                                                         |
| 9-9-2009                                                                | Montevideo                                                              | Uruguay                                                                 | 3 – 1                                                                   | Colombia                                                                | Qual. Mondiali 2010                                                     | -                                                                       |                                                                         |
| 10-10-2009                                                              | Medellín                                                                | Colombia                                                                | 2 – 4                                                                   | Cile                                                                    | Qual. Mondiali 2010                                                     | -                                                                       | 56’                                                                     |
| 14-10-2009                                                              | Asunción                                                                | Paraguay                                                                | 0 – 2                                                                   | Colombia                                                                | Qual. Mondiali 2010                                                     | -                                                                       |                                                                         |
| 27-5-2010                                                               | Giacarta                                                                | Sudafrica                                                               | 2 – 1                                                                   | Colombia                                                                | Amichevole                                                              | -                                                                       | 32’                                                                     |
| 9-2-2011                                                                | Madrid                                                                  | Spagna                                                                  | 1 – 0                                                                   | Colombia                                                                | Amichevole                                                              | -                                                                       |                                                                         |
| 26-3-2011                                                               | Madrid                                                                  | Ecuador                                                                 | 0 – 2                                                                   | Colombia                                                                | Amichevole                                                              | 1                                                                       |                                                                         |
| 29-3-2011                                                               | L'Aia                                                                   | Cile                                                                    | 2 – 0                                                                   | Colombia                                                                | Amichevole                                                              | -                                                                       | 42’                                                                     |
| 25-6-2011                                                               | Medellín                                                                | Colombia                                                                | 2 – 0                                                                   | Senegal                                                                 | Amichevole                                                              | -                                                                       | 26’ 80’                                                                 |
| 2-7-2011                                                                | San Salvador de Jujuy                                                   | Colombia                                                                | 1 – 0                                                                   | Costa Rica                                                              | Coppa America 2011 - 1º Turno                                           | -                                                                       | 52’                                                                     |
| 6-7-2011                                                                | Santa Fe                                                                | Argentina                                                               | 0 – 0                                                                   | Colombia                                                                | Coppa America 2011 - 1º Turno                                           | -                                                                       |                                                                         |
| 10-7-2011                                                               | Santa Fe                                                                | Colombia                                                                | 2 – 0                                                                   | Bolivia                                                                 | Coppa America 2011 - 1º Turno                                           | -                                                                       | 50’                                                                     |
| 16-7-2011                                                               | Cordoba                                                                 | Colombia                                                                | 0 – 2                                                                   | Perù                                                                    | Coppa America 2011 - Quarti                                             | -                                                                       |                                                                         |
| 3-9-2011                                                                | New Jersey                                                              | Honduras                                                                | 0 – 2                                                                   | Colombia                                                                | Amichevole                                                              | -                                                                       |                                                                         |
| 6-9-2011                                                                | Fort Lauderdale                                                         | Colombia                                                                | 2 – 0                                                                   | Giamaica                                                                | Amichevole                                                              | -                                                                       |                                                                         |
| 11-10-2011                                                              | La Paz                                                                  | Bolivia                                                                 | 1 – 2                                                                   | Colombia                                                                | Qual. Mondiali 2014                                                     | -                                                                       | 69’                                                                     |
| 11-11-2011                                                              | Barranquilla                                                            | Colombia                                                                | 1 – 1                                                                   | Venezuela                                                               | Qual. Mondiali 2014                                                     | 1                                                                       |                                                                         |
| 3-6-2012                                                                | Lima                                                                    | Perù                                                                    | 0 – 1                                                                   | Colombia                                                                | Qual. Mondiali 2014                                                     | -                                                                       | 88’                                                                     |
| 10-6-2012                                                               | Quito                                                                   | Ecuador                                                                 | 1 – 0                                                                   | Colombia                                                                | Qual. Mondiali 2014                                                     | -                                                                       | 66’                                                                     |
| 16-10-2012                                                              | Barranquilla                                                            | Colombia                                                                | 3 – 0                                                                   | Camerun                                                                 | Amichevole                                                              | -                                                                       | 71’                                                                     |
| 6-2-2013                                                                | Miami                                                                   | Guatemala                                                               | 1 – 4                                                                   | Colombia                                                                | Amichevole                                                              | -                                                                       | 46’                                                                     |
| 22-3-2013                                                               | Barranquilla                                                            | Colombia                                                                | 5 – 0                                                                   | Bolivia                                                                 | Qual. Mondiali 2014                                                     | -                                                                       | 83’                                                                     |
| 11-6-2013                                                               | Barranquilla                                                            | Colombia                                                                | 2 – 0                                                                   | Perù                                                                    | Qual. Mondiali 2014                                                     | -                                                                       | 77’                                                                     |
| 14-8-2013                                                               | Barcellona                                                              | Colombia                                                                | 1 – 0                                                                   | Serbia                                                                  | Amichevole                                                              | 1                                                                       | 77’                                                                     |
| 10-9-2013                                                               | Montevideo                                                              | Uruguay                                                                 | 2 – 0                                                                   | Colombia                                                                | Qual. Mondiali 2014                                                     | -                                                                       |                                                                         |
| 11-10-2013                                                              | Bogotà                                                                  | Colombia                                                                | 3 – 3                                                                   | Cile                                                                    | Qual. Mondiali 2014                                                     | -                                                                       | 46’ 79’                                                                 |
| 15-10-2013                                                              | Asunción                                                                | Paraguay                                                                | 1 – 2                                                                   | Colombia                                                                | Qual. Mondiali 2014                                                     | -                                                                       | 27’, 32’                                                                |
| 14-11-2013                                                              | Bruxelles                                                               | Belgio                                                                  | 0 – 2                                                                   | Colombia                                                                | Amichevole                                                              | -                                                                       | 69’                                                                     |
| 6-6-2014                                                                | Buenos Aires                                                            | Colombia                                                                | 3 – 0                                                                   | Giordania                                                               | Amichevole                                                              | 1                                                                       |                                                                         |
| 24-6-2014                                                               | Cuiabá                                                                  | Colombia                                                                | 4 – 1                                                                   | Giappone                                                                | Mondiali 2014 - 1º turno                                                | -                                                                       | 63’                                                                     |
| 28-6-2014                                                               | Rio de Janeiro                                                          | Colombia                                                                | 2 – 0                                                                   | Uruguay                                                                 | Mondiali 2014 - Ottavi di Finale                                        | -                                                                       | 81’                                                                     |
| 4-7-2014                                                                | Fortaleza                                                               | Brasile                                                                 | 2 – 1                                                                   | Colombia                                                                | Mondiali 2014 - Quarti di Finale                                        | -                                                                       |                                                                         |
| 5-9-2014                                                                | Miami                                                                   | Brasile                                                                 | 1 – 0                                                                   | Colombia                                                                | Amichevole                                                              | -                                                                       | 65’                                                                     |
| 14-10-2014                                                              | New Jersey                                                              | Canada                                                                  | 0 – 1                                                                   | Colombia                                                                | Amichevole                                                              | -                                                                       | 46’                                                                     |
| 26-3-2015                                                               | Riffa                                                                   | Bahrein                                                                 | 0 – 6                                                                   | Colombia                                                                | Amichevole                                                              | -                                                                       | 46’                                                                     |
| 30-3-2015                                                               | Abu Dhabi                                                               | Colombia                                                                | 3 – 1                                                                   | Kuwait                                                                  | Amichevole                                                              | -                                                                       |                                                                         |
| 8-10-2015                                                               | Barranquilla                                                            | Colombia                                                                | 2 – 0                                                                   | Perù                                                                    | Qual. Mondiali 2018                                                     | -                                                                       | cap. 64’                                                                |
| 14-10-2015                                                              | Montevideo                                                              | Uruguay                                                                 | 2 – 0                                                                   | Colombia                                                                | Qual. Mondiali 2018                                                     | -                                                                       | cap. 58’                                                                |
| Totale                                                                  |                                                                         | Presenze                                                                | 58                                                                      |                                                                         | Reti                                                                    | 4                                                                       |                                                                         |

## Palmarès

### Club

#### Competizioni nazionali
- Campionato portoghese: 2

Porto: 2008-2009, 2010-2011
- Coppa del Portogallo: 3

Porto: 2008-2009, 2009-2010, 2010-2011
- Supercoppa di Portogallo: 3

Porto: 2009, 2010, 2011
- Coppa della Cina: 1

Shanghai Shenhua: 2017

#### Competizioni internazionali
- UEFA Europa League: 1

Porto: 2010-2011